# V2 slovosled
V2 slovosled (anglicky V2 word order) je v syntaxi takové pořadí slov ve větě, kdy se určité sloveso ve větě umisťuje za první složku, která plní funkci tématu věty.
V2 slovosled je běžný v germánských jazycích a používá jej také severokavkazská inguština, juto-aztécký jazyk o'odham, částečně také varianta rétorománštiny sursilvan a ugrofinská estonština. Angličtina je mezi germánskými jazyky výjimkou, protože místo V2 slovosledu používá převážně pořadí SVO, i když vykazuje určité zbytky V2 slovosledu.
K příkladům použití V2 slovosledu v angličtině patří:
- "Neither do I" (Ani já ne), "[Never in my life] have I seen such things" (Nikdy ve svém životě jsem takové věci neviděl.)

Kdyby angličtina používala V2 slovosled ve všech situacích, byly by následující věty správně: 
- "*[In school] learned I about animals" (Ve škole jsem se učil o zvířatech.), "*[When she comes home from work] takes she a nap" (Když přijde domů z práce, chvíli si zdřímne.)

Až na řídké výjimky nepoužívá většina germánských jazyků V2 slovosled ve vestavěných větách. Konkrétně v němčině, nizozemštině a afrikánštině se po komplementizéru klade sloveso na konec vedlejší věty, což se označuje jako VF (z anglicky verb final); naproti tomu jidiš a islandština dovolují V2 slovosled ve všech oznamovacích větách: v hlavních, vestavěných i vedlejších. Kašmírština (indo-árijský jazyk) používá V2 slovosled v oznamovacích obsahových větách, ale VF slovosled ve vztažných větách.

## Příklady V2 slovosledu
Následují příklady německých vět, které ilustrují princip V2 slovosledu, v němž je druhá pozice obsazena finitním slovesem a první pozici může zaujímat jakákoli složka. Věty (1a) až (1d) mají finitní sloveso spielten ('hrály') ve druhé pozici, přičemž na první pozici jsou různé složky: v (1a) podmět; v (1b) předmět; v (1c) časové určení; a v (1d) místní určení. Hvězdička (*) u vět (1e) a (1f) i v dalších příkladech indikuje, že jsou gramaticky chybné (negramatické); věty (1e) a (1f) jsou negramatické, protože finitní sloveso není na druhé pozici.
```
      (1) (a) Die Kinder 
spielten
 vor der Schule im Park Fußball.
              Děti       
hrály
   před vyučováním v parku fotbal.

          (b) Fußball 
spielten
 die Kinder vor der Schule  im Park.
              Fotbal  
hrály
    děti       před vyučováním v parku.

          (c) Vor der Schule  
spielten
 die Kinder im Park Fußball.
              Před vyučováním 
hrály
    děti       v parku fotbal.

          (d) Im Park 
spielten
 die Kinder vor der Schule  Fußball.
              V parku 
hrály
    děti       před vyučováním fotbal.

          (e) *Vor der Schule  Fußball 
spielten
 die Kinder im Park.
               Před vyučováním fotbal  
hrály
    děti       v parku.

          (f) *Fußball die Kinder 
spielten
 vor der Schule  im Park.
               Fotbal  děti       
hrály
    před vyučováním v parku.
```

## Klasický výklad V2 slovosledu
Ve velkých teoretických výzkumech vlastností V2 slovosledu vědci diskutovali o tom, že koncové postavení slovesa v německých a nizozemských vestavěných větách naznačuje, že tyto jazyky mají podkladový slovosled SOV a existují určitá syntaktická přesunová pravidla, která tento podkladový slovosled převádějí na povrchovou reprezentaci, v níž je finitní sloveso na druhé pozici ve větě.
Podle této teorie se nejdříve uplatní „předsunutí slovesa“, které umístí finitní sloveso na první pozici ve větě, a potom „předsunutí složky“, které před finitní sloveso přesune nějakou další složku. Ve výsledku tak bude finitní sloveso vždy na druhé pozici:
```
“Ten muž se mi líbí/Toho muže mám ráda”

          (a) Ich den Mann 
mag
 → Podkladový slovosled SOV v moderní němčině
              Já  muž.ACC  
mít rád

          (b) 
mag
     ich den Mann → Přesun slovesa na levý okraj
              
mít rád
 já  muž.ACC

          (c) den Mann 
mag
     ich → Přesun složky na levý okraj
              muž.ACC  
mít rád
 já
```

## Nefinitní slovesa a vestavěné věty

### Nefinitní slovesa
Princip V2 slovosledu však ovlivňuje pouze pozici finitního slovesa; jeho vliv na nefinitní slovesa (infinitivy, participia, atd.) je jen nepřímý. V různých jazycích s V2 slovosledem zaujímají nefinitní slovesa různé pozice. Například v němčině a nizozemštině se v hlavních větách nefinitní slovesa umisťují do koncové pozice za předmět (pokud je přítomen) tj. pořadí OV. Naproti tomu ve švédštině a islandštině se nefinitní slovesa umisťují za finitní sloveso, ale před předmět (pokud je přítomen), tj. pořadí VO. V2 slovosled se tak uplatňuje pouze na finitní sloveso.

### V2 ve vestavěných větách
(V následujících příkladech jsou finitní slovesné tvary odlišeny polotučným písmem, nefinitní slovesné tvary kurzívou a předměty podtržením.)
Germánské jazyky je možné rozdělit na tři skupiny podle uplatnění V2 slovosledu ve vestavěných větách:

#### V2 ve švédštině, dánštině, norštině a faerštině
Pořadí slov ve větách v těchto jazycích lze popsat dvěma různými vzory s tradičně číslovanými pozicemi. Oba vzory mají na konci několik pozic: (5) pro nefinitní slovesné tvary, (6) pro předměty a (7) pro příslovečná určení.
V hlavních větách se používá V2 slovosled. Finitní sloveso musí být na pozici (2) a větná adverbia, jako je záporka 'ne' nebo příslovce jako 'vždy', na pozici (4). Podmět může být na pozici (1), ale pokud tuto pozici zaujímá nějaký jiný tematický výraz, bude podmět na pozici (3).
Ve vestavěných větách se V2 slovosled nepoužívá. Po spojce musí okamžitě následovat podmět, který nemůže být nahrazen tematickým výrazem. První čtyři pozice jsou tedy v pevném pořadí (1) spojka, (2) podmět, (3) větné adverbium, (4) finitní sloveso.
Někteří teoretici považují větná adverbia za důležitá pro vyznačení začátku rozsáhlé složky ve větě; ve vestavěných větách finitní sloveso do této složky patří, v hlavních větách s V2 slovosledem však ne.
Švédština
| hlavní věta vestavěná věta |    | Úvodní —                             | finitní sloveso spojka | Podmět | Větné adverbium | — finitní sloveso | Nefinitní sloveso | Předmět   | Adverbium |     |  |
| hlavní věta                | a. | I dag                                | ville                  | Lotte  | inte            |                   | läsa              | tidningen |           |     |  |
|                            |    | 1                                    | 2                      | 3      | 4               |                   | 5                 | 6         |           |     |  |
|                            |    | dnes                                 | chtěla                 | Lotte  | ne              |                   | číst              | noviny    |           | ... |  |
|                            |    | 'Dnes Lotte nechtěla číst noviny.'   |                        |        |                 |                   |                   |           |           |     |  |
| vestavěná věta             | b. |                                      | att                    | Lotte  | inte            | ville             | koka              | kaffe     | i dag     |     |  |
|                            |    |                                      | 1                      | 2      | 3               | 4                 | 5                 | 6         | 7         |     |  |
|                            |    |                                      | že                     | Lotte  | ne              | chtěla            | uvařit            | káva      | dnes      | ... |  |
|                            |    | 'že Lotte dnes nechtěla uvařit kávu' |                        |        |                 |                   |                   |           |           |     |  |
Dánština
| hlavní věta vestavěná věta |    | Úvodní —                 | finitní sloveso spojka | Podmět | Větné adverbium | — finitní sloveso | Nefinitní sloveso | Předmět | Adverbium |  |
| hlavní věta                | a. | Klaus                    | er                     |        | ikke            |                   | kommet            |         |           |  |
|                            |    | 1                        | 2                      |        | 4               |                   | 5                 |         |           |  |
|                            |    | Klaus                    | je                     |        | ne              |                   | přijít            |         |           |  |
|                            |    | ...'Klaus nepřišel.'     |                        |        |                 |                   |                   |         |           |  |
| vestavěná věta             | b. |                          | når                    | Klaus  | ikke            | er                | kommet            |         |           |  |
|                            |    |                          | 1                      | 2      | 3               | 4                 | 5                 |         |           |  |
|                            |    |                          | když                   | Klaus  | ne              | je                | přijít            |         |           |  |
|                            |    | ...'když Klaus nepřišel' |                        |        |                 |                   |                   |         |           |  |
Příkladem varianty jazyka, která tento vzor nedodržuje, je tak zvaná Perkerdansk.
Norština 

(s více adverbii a více nefinitními tvary, ve dvou variantách jazyka)
| hlavní vestavěný |    | Úvodní —                                                                 | finitní sloveso spojka | Podmět | Větné adverbium            | — finitní sloveso | Nefinitní sloveso | Předmět      | Adverbium   |     |                    |
| hlavní věta      | a. | Den gangen                                                               | hadde                  | han    | dessverre ikke             |                   | villet sende      | sakspapirene | før møtet.  |     | (varianta Bokmål)  |
|                  |    | 1                                                                        | 2                      | 3      | 4                          |                   | 5                 | 6            | 7           |     |                    |
|                  |    | že čas                                                                   | měl                    | on     | naneštěstí ne              |                   | chtěl posílat     | dokumenty    | před schůzí | ... |                    |
|                  |    | 'Tentokrát naneštěstí nechtěl posílat dokumenty před schůzí.'            |                        |        |                            |                   |                   |              |             |     |                    |
| vestavěná věta   | b. |                                                                          | av di                  | han    | denne gongen diverre ikkje | hadde             | vilja senda       | sakspapira   | føre møtet. |     | (varianta Nynorsk) |
|                  |    |                                                                          | 1                      | 2      | 3                          | 4                 | 5                 | 6            | 7           |     |                    |
|                  |    |                                                                          | protože                | on     | tentokrát naneštěstí ne    | měl               | chtěl posílat     | dokumenty    | před schůzí | ... |                    |
|                  |    | 'protože tentokrát on naneštěstí nechtěl posílat dokumenty před schůzí.' |                        |        |                            |                   |                   |              |             |     |                    |
Faerština

Na rozdíl od kontinentálních skandinávských jazyků může ve vestavěných větách větné adverbium předcházet nebo následovat finitní sloveso. V posledním příkladě je u alternativy s větným adverbiem za finitním slovesem vložena pozice (3a).
| hlavní věta vestavěná věta |    | Úvodní —                                       | finitní sloveso spojka | Podmět | Větné adverbium | — finitní sloveso | — Větné adverbium | Nefinitní sloveso | Předmět | Adverbium |     |
| hlavní věta                | a. | Her                                            | man                    | fólk   | ongantíð        |                   |                   | hava fingið       | fisk    | fyrr      |     |
|                            |    | 1                                              | 2                      | 3      | 4               |                   |                   | 5                 | 6       | 7         |     |
|                            |    | zde                                            | muset                  | lidé   | nikdy           |                   |                   | chytit            | rybu    | předtím   | ... |
|                            |    | 'Lidé zde jistě nikdy předtím nechytili rybu.' |                        |        |                 |                   |                   |                   |         |           |     |
| vestavěná věta             | b. |                                                | hóast                  | fólk   | ongantíð        | hevur             |                   | fingið            | fisk    | her       |     |
|                            |    |                                                | 1                      | 2      | 3               | 4                 |                   | 5                 | 6       | 7         |     |
|                            |    |                                                | přestože               | lidé   | nikdy           | mít               |                   | chytili           | rybu    | zde       |     |
|                            | c. |                                                | hóast                  | fólk   |                 | hevur             | ongantíð          | fingið            | fisk    | her       |     |
|                            |    |                                                | 1                      | 2      |                 | 4                 | (3a)              | 5                 | 6       | 7         |     |
|                            |    |                                                | přestože               | lidé   |                 | mít               | nikdy             | chytili           | rybu    | zde       | ... |
|                            |    | 'přestože lidé zde nikdy nechytili rybu'       |                        |        |                 |                   |                   |                   |         |           |     |

#### V2 v němčině
V hlavních větách se používá V2 slovosled; finitní sloveso musí být jako u jiných germánských jazyků na druhé pozici. Všechny nefinitní tvary sloves však musí být v koncové pozici. Na první pozici může být podmět; pokud je však na první pozici tematický výraz, podmět je až za finitním slovesem.
Ve vestavěných větách se V2 slovosled nepoužívá; finitní sloveso musí být v tomto případě až za všemi nefinitními tvary sloves na konci věty.
Němečtí gramatici tradičně používají dělení věty na pole. Vedlejší věty, které předcházejí hlavní větu, jsou umistěny v prvním poli (Vorfeld), a vedlejší věty, které jsou za hlavní větou, jsou v koncovém poli (Nachfeld). 

Centrální pole (Mittelfeld) obsahuje většinu nebo veškerý materiál věty, a je ohraničené pozicemi levé závorky (Linke Satzklammer) a pravé závorky (Rechte Satzklammer).
V hlavních větách se počáteční prvek (podmět nebo tematický výraz) umisťuje do prvního pole, finitní sloveso na druhé pozici tvoří levou závorku, a všechny nefinitní slovesné tvary tvoří pravou závorku.
Ve vestavěných větách tvoří levou závorku spojka, pravou závorku všechna slovesa. V německých vestavěných větách je finitní sloveso za všemi nefinitními.
Němčina
|                |    | První pole                                            | Levá závorka | Centrální pole |         |         |       | Pravá závorka |  |  | koncové pole                      |
| Hlavní věta    | a. | Er                                                    | hat          | dich           | gestern | nicht   |       | angerufen     |  |  | weil er dich nicht stören wollte. |
|                |    | on                                                    | má           | vy             | včera   | ne      |       | zavolal       |  |  |                                   |
|                |    | ... 'Včera vám nezavolal, protože vás nechtěl rušit.' |              |                |         |         |       |               |  |  |                                   |
|                | b. | Sobald er Zeit hat                                    | wird         | er             | dich    |         |       | anrufen       |  |  |                                   |
|                |    | Jakmile on má čas                                     | bude         | on             | vy      |         |       | zavolat       |  |  |                                   |
|                |    | ...'Až bude mít čas, zavolá vám.'                     |              |                |         |         |       |               |  |  |                                   |
| Vestavěná věta | c. |                                                       | dass         | er             | dich    | gestern | nicht | angerufen hat |  |  |                                   |
|                |    |                                                       | že           | on             | vy      | včera   | ne    | zavolal má    |  |  |                                   |
|                |    | ...'že vám včera nezavolal'                           |              |                |         |         |       |               |  |  |                                   |

#### V2 v nizozemštině a afrikánštině
V hlavních větách se používá V2 slovosled; finitní sloveso musí být na druhé pozici. Ale ve vedlejších větách mohou mít slovesné klastry dva slovosledy.
Hlavní věty:
V nizozemštině
|                |    | První pole                                                     | Levá závorka | Centrální pole |               |  |  | Pravá závorka  |  | koncové pole                    |
| Hlavní věta    | a. | De Māori                                                       | hebben       | Nieuw-Zeeland  |               |  |  | ontdekt        |  |                                 |
|                |    | Maoroivé                                                       | mít          | Nový Zéland    |               |  |  | objeven        |  |                                 |
|                |    | ...' Maorové objevili Nový Zéland.'                            |              |                |               |  |  |                |  |                                 |
|                | b. | Tussen ongeveer 1250 en 1300                                   | ontdekten    | de Māori       | Nieuw-Zeeland |  |  |                |  |                                 |
|                |    | Mezi přibližně 1250 a 1300                                     | objevili     | Maorové        | Nový Zéland   |  |  |                |  |                                 |
|                |    | ...'Maorové objevili Nový Zéland někdy mezi lety 1250 a 1300.' |              |                |               |  |  |                |  |                                 |
|                | c. | Niemand                                                        | had          |                |               |  |  | gedacht        |  | dat ook maar iets zou gebeuren. |
|                |    | Nikdo                                                          | měl          |                |               |  |  | považovaný     |  | že také                         |
|                |    | ...'Nikdo si nemyslel, že by se mohlo něco stát.'              |              |                |               |  |  |                |  |                                 |
| Vestavěná věta | d. |                                                                | dat          | de Māori       | Nieuw-Zeeland |  |  | hebben ontdekt |  |                                 |
|                |    |                                                                | že           | Maorové        | Nový Zéland   |  |  | mít objevili   |  |                                 |
|                |    | ...'že Maorové objevili Nový Zéland'                           |              |                |               |  |  |                |  |                                 |
Tato analýza naznačuje, že finitní tvar slovesa na druhé pozici v hlavních větách a spojky ve vestavěných větách mají podobnou funkci, signalizují začátek určitého typu vedlejší věty, což je funkce, kterou někteří moderní vědci považují za totožnou s pojmem specifikátoru. Tuto analýzu podporuje umisťování předmětů vyjádřených zájmennými příklonkami v mluvené nizozemštině. Příklonné tvary jako ze nemohou stát samostatně, na rozdíl od plného ekvivalentu zij. Slova, ke kterým může být ze připojeno, jsou ta samá úvodní slova: v hlavní větě tvar finitního slovesa na druhé pozici, ve vestavěné větě spojka.
|                |    | První pole                                                   | Levá závorka | Centrální pole               |               |  |  |  | Pravá závorka  |  | koncové pole |
| Hlavní věta    | e. | Tussen ongeveer 1250 en 1300                                 | ontdekten-ze | Nieuw-Zeeland                |               |  |  |  |                |  |              |
|                |    | mezi přibližně 1250 a 1300                                   | objevili oni | Nový Zéland                  |               |  |  |  |                |  |              |
|                |    | ...'Přibližně mezi lety 1250 a 1300 objevili Nový Zéland.'   |              |                              |               |  |  |  |                |  |              |
| Vestavěná věta | f. |                                                              | dat-ze       | tussen ongeveer 1250 en 1300 | Nieuw-Zeeland |  |  |  | hebben ontdekt |  |              |
|                |    |                                                              | že oni       | mezi přibližně 1250 a 1300   | Nový Zéland   |  |  |  | mít objevili   |  |              |
|                |    | ...'že objevili Nový Zéland přibližně mezi lety 1250 a 1300' |              |                              |               |  |  |  |                |  |              |
Vedlejší věty:
V nizozemských vedlejších větách mohou mít slovesné klastry dva slovosledy. Jeden z nich se nazývá „červený“, v němž je pomocné sloveso před minulým příčestím jako v angličtině: omdat ik heb gewerkt („protože jsem pracoval“); a druhý „zelený“, v němž je minulé příčestí před pomocným slovesem jako v němčině: omdat ik gewerkt heb. V mluvené řeči se častěji používá zelený slovosled, v psaných textech, především v novinách, spíše červený. Na rozdíl od angličtiny ale musí být adjektiva a adverbia vždy před slovesem: ''dat het boek groen is'', „že kniha je zelená“.
|                |    | První pole                     | Levá závorka | Centrální pole |     |     |  | Pravá závorka     |  | koncové pole                                                                                    |
| Vestavěná věta | g. |                                | omdat        | ik             | het | dan |  | gezien zou hebben |  | nejobvyklejší v Nizozemsku                                                                      |
|                |    |                                | protože      | já             | to  | pak |  | viděno by mít     |  |                                                                                                 |
|                | h. |                                | omdat        | ik             | het | dan |  | zou gezien hebben |  | nejobvyklejší v Belgii                                                                          |
|                |    |                                | protože      | já             | to  | pak |  | by viděno mít     |  |                                                                                                 |
|                | i. |                                | omdat        | ik             | het | dan |  | zou hebben gezien |  | často používané v psaném projevu v obou zemích, ale běžné také v řeči, nejobvyklejší v Limburgu |
|                |    |                                | protože      | já             | to  | pak |  | by viděno         |  |                                                                                                 |
|                | j. |                                | omdat        | ik             | het | dan |  | gezien hebben zou |  | používáno ve Frísku, Groningenu a Drenthe, nejméně běžné, ale také používané                    |
|                |    |                                | protože      | já             | to  | pak |  | viděno mít by     |  |                                                                                                 |
|                |    | ...'protože pak bych to viděl' |              |                |     |     |  |                   |  |                                                                                                 |

#### V2 v islandštině a jidiš
Tyto dva jazyky dovolují V2 slovosled i ve vestavěných větách.
islandština

Dva vzory pořadí slov jsou z větší části podobné jako u kontinentálních skandinávských jazyků. V hlavních větách je však zapotřebí zvláštní pozice pro případ, kdy je úvodní pozice obsazena slovem Það. V takových větách je podmět za větnými adverbii. Ve vestavěných větách jsou větná adverbia za finitním slovesem (fakultativní pořadí ve faerštině).
| hlavní věta vestavěná věta |    | Úvodní — | finitní sloveso spojka | Podmět | — finitní sloveso | Větné adverbium | Podmět — | Nefinitní sloveso | Předmět     | Adverbium |     |                                                |
| hlavní věta                | a. | Margir   | höfðu                  |        |                   | aldrei          |          | lokið             | verkefninu. |           |     |                                                |
|                            |    | Mnozí    | měl                    |        |                   | nikdy           |          | dokončený         | úkol        |           | ... | 'Mnozí úkol nikdy nedokončili.'                |
|                            | b. | Það      | höfðu                  |        |                   | aldrei          | margir   | lokið             | verkefninu. |           |     |                                                |
|                            |    | tam      | mít                    |        |                   | nikdy           | mnoho    | dokončený         | úkol        |           | ... | 'Nikdy nebylo mnoho těch, kdo úkol dokončili.' |
|                            | c. | Bókina   | hefur                  | María  |                   | ekki            |          | lesið.            |             |           |     |                                                |
|                            |    | kniha    | má                     | María  |                   | ne              |          | číst              |             |           | ... | 'María tu knihu nečetla.'                      |
| vestavěná věta             | d. |          | hvort                  | María  | hefur             | ekki            |          | lesið             | bokina.     |           |     |                                                |
|                            |    |          | zda                    | María  | má                | ne              |          | číst              | kniha       |           | ... | 'zda María nečetla tu knihu'                   |
Od slovosledu používaného v jiných germánských jazycích se nejvíce odchyluje třetí vzor pro vestavěné věty se spojkou následovanou V2 slovosledem: úvodní pole - finitní sloveso - podmět:
|    |     |            | spojka | Úvodní (Předmět adverbiální) | finitní sloveso | Podmět |        |          |     |                                               |
| e. | Jón | efast      | um að  | á morgun                     | fari            | María  | snemma | á fætur. |     |                                               |
|    | Jón | pochybovat | že     | zítra                        | vstávat         | María  | časně  | nahoru   | ... | 'Jón pochybuje, že María zítra vstane časně.' |
|    |     |            | spojka | Úvodní (Předmět)             | finitní sloveso | Podmět |        |          |     |                                               |
| f. | Jón | harmar     | að     | þessa bók                    | skuli           | ég     | hafa   | lesið.   |     |                                               |
|    | Jón | lituje     | že     | tato kniha                   | bude            | já     | mít    | číst     | ... | 'Jón lituje, že jsem tu knihu četl.'          |
jidiš

Jidiš obvykle na rozdíl od standardní němčiny dává slovesné tvary před předměty (pořadí SVO), a ve vestavěných větách je za spojkou použit V2 slovosled.
|    | Úvodní (Podmět)    | finitní sloveso |        |        |          | spojka | Úvodní (Podmět)    | finitní sloveso |        |       |        |            |     |                                                           |
| a. | ikh                | hob             |        | gezen  | mitvokh, | az     | ikh                | vel             | nit    | kenen | kumen  | donershtik |     |                                                           |
|    | já                 | mít             |        | vidět  | středa   | že     | já                 | bude            | ne     | může  | přijít | čtvrtek    | ... | 'Věděl jsem ve středu, že nebudu moci přijít ve čtvrtek.' |
|    | Úvodní (Adverbium) | finitní sloveso | Podmět |        |          | spojka | Úvodní (Adverbium) | finitní sloveso | Podmět |       |        |            |     |                                                           |
| b. | mitvokh            | hob             | ikh    | gezen, |          | az     | donershtik         | vel             | ikh    | nit   | kenen  | kumen      |     |                                                           |
|    | středa             | mít             | já     | vidět  |          | že     | čtvrtek            | bude            | já     | ne    | může   | přijít     | ... | Ve středu jsem věděl, že ve čtvrtek nebudu moci přijít.'  |

### V2 v kořenových větách
Jeden z typů vestavěné věty se slovesem na druhé pozici za spojkou se vyskytuje ve všech germánských jazycích, i když v některých je častější než v jiných. Tyto vedlejší věty se nazývají kořenové věty. Jsou to obsahové věty oznamovací, které tvoří přímý předmět přemosťovacích sloves (anglicky bridge verbs), která uvádějí vedlejší větu. Proto používají V2 slovosled příslušné přímé citace.
Dánština

V úvodní pozici mohou být jiné položky než podmět.
|    |    |      | spojka | Úvodní (Podmět)  |                 | finitní sloveso |      |            |     |                                  |
| a. | Vi | ved  | at     | Bo               | ikke            | har             | læst | denne bog  |     |                                  |
|    | My | znát | že     | Bo               | ne              | má              | číst | toto kniha | ... | 'Víme, že Bo tuto knihu nečetl.' |
|    |    |      | spojka | Úvodní (Předmět) | finitní sloveso | Podmět          |      |            |     |                                  |
| b. | Vi | ved  | at     | denne bog        | har             | Bo              | ikke | læst       |     |                                  |
|    | My | znát | že     | toto kniha       | má              | Bo              | ne   | číst       | ... | 'Víme, že tuto knihu Bo nečetl.' |
Švédština

V úvodní pozici se mohou příležitostně vyskytovat i jiné položky než podmět. Mluvčí obecně souhlasí s citovanou větou.
|    |     |        | spojka | Úvodní (Adverbium) | finitní sloveso | Podmět |        |     |                                         |
| d. | Jag | tror   | att    | i det fallet       | har             | du     | rätt   |     |                                         |
|    | já  | myslet | že     | v tomto ohledu     | mít             | vy     | pravda | ... | 'Myslím, že v tomto ohledu máš pravdu.' |
Ve tvrzení, se kterým mluvčí nesouhlasí, není toto pořadí možné.
|    |       |        |      | spojka | Úvodní (Adverbium) | finitní sloveso | Podmět |        |     |                                           |                                                              |
| e. | * Jag | tror   | inte | att    | i det fallet       | har             | du     | rätt   |     |                                           | (Hvězdička signalizuje, že věta není gramaticky přijatelná.) |
|    | já    | myslet | ne   | že     | v tomto respect    | mít             | vy     | pravdu | ... | 'Nemyslím, že v tomto ohledu máš pravdu.' |                                                              |
Norština

|    |     |          | spojka | Úvodní (Adverbium)  | finitní sloveso | Podmět |        |                         |     |                                                            |          |
| f. | hun | fortalte | at     | til fødselsdagen    | hadde           | hun    | fått   | kunstbok                |     |                                                            | (Bokmål) |
|    | ona | řekl     | že     | pro její narozeniny | měl             | ona    | přijal | kniha o výtvarném umění | ... | 'Řekla, že k narozeninám dostala knihu o výtvarném umění.' |          |
němčina

Kořenová věta V2 slovosled je možné pouze, když spojka dass je vynechaná.
|    |      |            | spojka | Úvodní (Podmět) | finitní sloveso |    |          |          |     |                               |                                                              |
| g. | * Er | behauptet, | dass   | er              | hat             | es | zur Post | gebracht |     |                               | (Hvězdička signalizuje, že věta není gramaticky přijatelná.) |
| h. | Er   | behauptet, |        | er              | hat             | es | zur Post | gebracht |     |                               |                                                              |
|    | on   | tvrdí      | (že)   | on              | má              | to | na poštu | vzít     | ... | 'Tvrdí, že to vzal na poštu.' |                                                              |
Porovná normální embed-věta pořadí po dass
|    |    |            | Levá závorka (spojka) | Centrální pole | Pravá závorka (Slovesné tvary) |
| i. | Er | behauptet, | dass                  | er es zur Post | gebracht hat                   |
|    | on | tvrdí      | že                    | on to na poštu | vzít má                        |

### Perspektivní efekty na vestavěné V2
Některé V2 jazyky umožňují pohyb vestavěného slovesa pro dosažení určitého pragmatického efektu jako v angličtině. Je to způsobené perspektivou mluvčího. Jazyky jako němčina a švédština umisťují vestavěné sloveso na druhé pozici. Vestavěné sloveso na druhé pozici v tyto druhy jazyky obvykle se objevují po ‘přemosťovacích slovesech’.
(Přemosťovací slovesa jsou slovesa vyjadřující řeč nebo myšlenky jako například “říkat”, “myslet”, a “znát”, a slovo “that” není potřebné po těchto slovesech. Například: Myslím, že přichází.)
```
          (a) Jag ska säga dig att jag 
är
 inte ett dugg intresserad. (Švédština)
              Já  bude říkat vy že já 
jsem
 ani trošku zainteresovaný.
             “Řeknu vám, že mě to vůbec nezajímá.” → V této větě je “říkat” přemosťovací sloveso a “jsem” je vestavěné sloveso na druhé pozici.
```

Podle teorie asertivity je pohled mluvčího znovu zdůrazněn ve vestavěných větách s V2 slovosledem. Vědomí závazku nebo odpovědnosti mluvčího je ve vestavěných větách s V2 slovosledem větší než v jiných vestavěných větách. To je důsledek charakteristiky V2 slovosledu. Jak je ukázáno v příkladech níže, pokud mluvčí předpokládá pravdivost vestavěných vět, použije V2 slovosled.
```
          (a) Maria denkt, dass Peter glücklich 
ist
.
              Maria si myslí, že Peter 
je
 šťastný.

              → Ve vestavěné větě, která nemá V2 slovosled, mluvčí vyjadřuje pouze pravdivost tvrzení “Maria myslí…”
```

```
          (b) Maria denkt, Peter ist glücklich.
              Maria si myslí, že Peter je šťastný.

              → Ve vestavěné větě s V2 slovosledem mluvčí vyjadřuje pravdivost tvrzení “Maria myslí…” i propozice “Peter je happy”.
```

## Variace V2 slovosledu
Variace V2 slovosledu, jako například V1 (sloveso na začátku), V3 a V4 (sloveso na třetí nebo čtvrté pozici) jsou dobře prokázány v mnoha raných germánských a středověkých románských jazycích. Tyto odchylky jsou možné, ale obvykle značně omezené na určité kontexty.

### V1 slovosled
V1 (sloveso na začátku) je slovosled, v němž je finitní sloveso prvním prvkem věty. To znamená, že sloveso předchází podmětu a předmětům věty.
```
          (a) Max y-il [
s
 no' tx;i;] [
o
 naq Lwin]. (majština)
              PFV A3-vidět CLF pes CLF Pedro
              'Pes viděl Pedra.'
```

### V3 slovosled
V3 (sloveso na třetí pozici) je odchylka od V2 slovosledu, ve které jsou před finitním slovesem dvě složky, čilo finitní sloveso je na třetí pozici ve větě. Stejně jako u V2 slovosledu nemusí mít u V3 slovosledu složky, které předcházejí finitnímu slovesu, určitou kategorii; mohou to být DP, PP, CP atd.
```
          (a) [
DP
 Jedes jahr] [
Pn
 ich] 
kauf
 mir bei deichmann (němčina)
                  každý rok já 
kupovat
 mi u Deichmanna
              “Každý rok kupuji (boty) u Deichmanna”

          (b) [
PP
 ab jetz] [
Pn
 ich]	
krieg
	immer zwanzig euro (němčina)
                  od nyní      já       
dostat
             vždy dvacet euro
              “Od nynějška dostanu vždy dvacet euro”
```

## V2 a Left Edge Filling Trigger (LEFT)
V2 je v základu odvozené z morfologického obligatorního exponence vlivu na úrovni věty. Jevy označované jako Left Edge Filling Trigger (LEFT) jsou obvykle vidět v klasických V2 jazycích jako jsou germánské jazyky a staré románské jazyky. Left Edge Filling Trigger je nezávisle aktivní v morfologii podobně jako jevy vyvolané rozšířeným principem projekce (anglicky Extended Projection Principle, EPP) působí uvnitř slov. Obligatorní exponence se ve flektivní morfologii odvozuje z absolutního odsunutí, ergativního odsunutí a ergativního zdvojení. Navíc pravidla o druhé pozice v jazycích, které dávají na druhou pozici příklonky, ukazují že LEFT pohyb má post-syntaktický charakter. Na příkladu bretonštiny vidíme, že nepřítomnost expletiva umožňuje, aby se LEFT projevilo a zabránilo umístění slovesa vyjadřujícího čas na první pozici. LEFT pohyb nepodléhá syntaktickým pravidlům, což je důkazem, že jde o post-syntaktický jev. V2 slovosled lze vysvětlit pomocí LEFT pohybu, jak je vidět v následujícím příkladu:
```
          (a) Bez ‘nevo           hennex traou (v bretonštině)
              EXPL Fin.[bude.mít] on    věci
              “Bude mít zboží”
```

V této ukázce je finitní hlava foneticky vyjádřená a shoduje se s kategorií předchozího prvku. Expletivum “Bez” se používá před finitním slovesem pro získání V2 slovosledu (finitní sloveso “nevo” je zdůrazněné).

## Syntaktické sloveso na druhé pozici
Jak bylo řečeno, umisťování slovesa na druhou pozici je syntaktický jev, a proto existují určitá prostředí, v nichž se může nebo nemůže projevit. Syntakticky vyžaduje V2 hlavu na levém okraji (obvykle C) s obsazeným specifikátorem a zároveň vyzvednutí nejvyššího pomocného slovesa k této hlavě. V2 se obvykle analyzuje jako současný výskyt těchto podmínek, které se někdy nazývají „triggers“. Hlava na levém okraji je nezbytnou podmínkou, aby se objevil V2 slovosled, a zároveň přináší další požadavky na XP frázi, která zaujímá počáteční pozici, takže tato XP fráze vždy bude mít určité specifické vlastnosti.

## Strukturní analýza V2 slovosledu
Pro analýzu V2 slovosledu byly vyvinuty různé strukturální analýzy jak pro závislostní gramatiku tak pro generativní gramatiku.

### Strukturní analýza v závislostní gramatice
Závislostní syntax (DG) může pojmout V2 jev jednoduše pravidlem, že před finitním slovesem může být právě jedna složka (závislý člen, který předchází svou hlavu) v oznamovacích (maticových) větách (závislostní gramatika přitom předpokládá pouze jednu úroveň klauze a jednu pozici slovesa, místo rozlišování mezi interní VP a vyšší clausal pozice slovesa jako v generativní gramatice, jak popisuje další část). Z tohoto důvodu je V2 princip porušený, pokud finitnímu slovesu předchází více než jedna položka nebo mu nepředchází žádná položka. Následující závislostní struktury prvních čtyř německých vět výše ilustrují analýzu (věta znamená 'Děti hrají fotbal v parku před vyučováním'):
Kořenem všech větných struktur je finitní sloveso spielen. V2 princip vyžaduje, aby mu předcházel jediný větný člen, jak tomu je v každé z uvedených čtyř vět.
Čtyři anglické věty výše demonstrující V2 jev mají následující analýzy:

### Strukturní analýza v generativní gramatice
V teorii generativní gramatiky bylo umisťování sloves na druhou pozici popsáno jako aplikace Teorie X s pruhem. Kombinace první pozice pro fráze a druhé pozice pro jedno sloveso bylo identifikováno jako kombinace specifikátoru a hlavy fráze. Část po finitním slovese je pak komplement. Zatímco větná struktura angličtiny je obvykle analyzována pomocí tří úrovní, CP, IP, a VP, v německé lingvistice panuje shoda, že v němčině IP neexistuje.

Stromová struktura anglické věty. Němčina nepoužívá pozici „I“ a VP se slovesem umisťuje na konec.

Struktura VP (slovesná fráze) přiřazuje argumentům slovesa pozici a funkce. Tato struktura je tedy formována gramatickými vlastnostmi V (slovesa), které tvoří hlavu struktury.
Struktura CP (Komplementová fráze) začleňuje gramatické informace, které identifikují větu jako oznamovací nebo tázací a hlavní nebo vestavěnou. Struktura je tvořena abstraktním C (komplementizér), který je považován za hlavu struktury. Pozice C ve vestavěných větách obsahuje komplementizér. V německých hlavních oznamovacích větách obsahuje C finitní sloveso.
V2 struktura je tedy analyzována jako
1 Prvek tématu (specifikátor CP)
2 Tvar finitního slovesa (C=hlava CP) tj. sloveso na druhé pozici
3 Zbytek věty
Ve vestavěných větách je pozice C obsazena komplementem. Ve většině germánských jazyků (ne však v islandštině nebo jidiš), to obecně brání, aby se finitní sloveso přemístilo do C.
Struktura je analyzována jako
1 Komplement (C=hlava CP)
2 Zbytek materiálu věty (VP), v němčině včetně podmětu.
3 Finitní sloveso (pozice V)
Tato analýza neposkytuje strukturu instancí kořenových vět po přemosťovacích slovesech v nějakém jazyce.
Příklad: Dánština Vi ved at denne bog har Bo ikke læst s předmětem vestavěné věty umístěným na začátku věty.
(Doslava 'Víme, že tuto knihu Bo nečetl')
Řešením je umožnit, aby slovesa jako například ved přijímala věty s druhou (rekurzivní) CP.
Komplement zaujímá C pozici v horní CP.
Finitní sloveso se přemisťuje do pozice C v nižší CP.